# Antonio Costa (militar español)
Antonio Costa (Saint-Laurent-de-Cerdans, Francia, 1767-Lyngs Odde, Dinamarca, 11 de agosto de 1808) fue un militar español.

## Biografía
Cuando estalla la Revolución francesa en 1789 se dirige a Barcelona para organizar un batallón de voluntarios, naturalizándose español en 1794. Fue nombrado capitán y luchó en América en la guerra anglo-española de 1796-1802.
Participó en la expedición española a Dinamarca de 1807. Era el capitán del 5.º escuadrón del Regimiento de Caballería del Algarve. Cuando las tropas se encontraban en Dinamarca al servicio de Napoleón se produce la Guerra de la Independencia contra los franceses, por lo que las tropas españolas urden un plan para salir de Dinamarca y regresar a España. Las tropas del capitán Antonio Costa no pudieron salir de sus plazas porque las tropas francesas se lo impidieron y ante lo numeroso de las tropas del mariscal Bernadotte y la imposibilidad de seguir parlamentando, sosteniendo la brida del caballo con la mano derecha, se sacó la pistola del cinto con la mano izquierda y se disparó en la cabeza.

## Tumba
Fue enterrado en la misma ciudad donde murió, en Lyngs Odde. A la postre el oficial danés Karl Bardenfelth lo trasladó a Fredericia y, al ser un suicida y ante la imposibilidad de enterrarlo en lugar sagrado, fue enterrado junto a la iglesia del cementerio en una tumba anónima. En 1872, por una ampliación de la iglesia, se exhumaron los restos y los de Costa, distinguidos del resto por ser el cuerpo del cráneo con un tiro en la cabeza, fueron fácilmente identificados y enterrados por el señor Larsen, inspector del instituto de Fredericia, junto al muro del cementerio con una lápida en forma de hoja de palma con la inscripción "Recuerdos a España de Antonio Costa. 11 de agosto de 1808". La frase "Recuerdos a España de Antonio Costa" fue la última que pronunció el militar. En 1908 fue colocada una lápida con dos sables cruzados por los oficiales de caballería de España. En 1985 fue colocada una corona de bronce sobre la pared por una comisión oficial española.